# اوتاگو
اوتاگو یکی از مناطق نیوزیلند است که در جزیره جنوبی نیوزیلند قرار دارد.

مساحت اوتاگو ۳۲٬۰۰۰ کیلومتر مربع است و سومین منطقه بزرگ نیوزیلند با جمعیتی معادل ۲۱۹٬۲۰۰ نفر در ژوئن ۲۰۱۶ به شمار می‌رود.

نام اوتاگو یک واژه قدیمی از زبان مائوری جنوبی است (معادل گویش شمالی آن جزیره اوتاکو است) که در دهه ۱۸۴۰ توسط اروپایی‌ها به جنوب گفته می‌شد. معنی دقیق این اصطلاح مورد بحث و اختلاف است، زیرا ترجمه‌های متداول (روستای جدا شده) و (جای زمین قرمز) است. اوتاگو همچنین نام قدیمی زیستگاه اروپا در بندر اوتاگو است که توسط برادران ولر در سال ۱۸۳۱ تأسیس شده‌است، که نزدیک به جامعه مدرن بندر اوتاکو است. این مکان بعدها به کانون تجمع اوتاگو که یک شاخه از کلیسای آزاد اسکاتلند بود تبدیل شد زیرا مردم عادی وزیرها را انتخاب می‌کردند.

مراکز عمده شامل دنیدن (شهر اصلی)،اومارو (زادگاه جنت فریم)، بالکلوته، آلکساندرا و مراکز گردشگری شامل کویینزتاون، نیوزیلند و واناکا می‌باشد. کایتانگاتا در جنوب اوتاگو منبع مهم زغال‌سنگ است. رودخانه‌های ویتاکی و کلوته بیشتر نیروی برق‌آبی کشور را تأمین می‌کنند.

منطقه شراب مرکزی اوتاگو تولیدکننده شراب‌هایی از گونه‌های گوناگونی مانند پینونوآر، شاردونی، مرلو و دیگر انگورهاست.

## نگارخانه

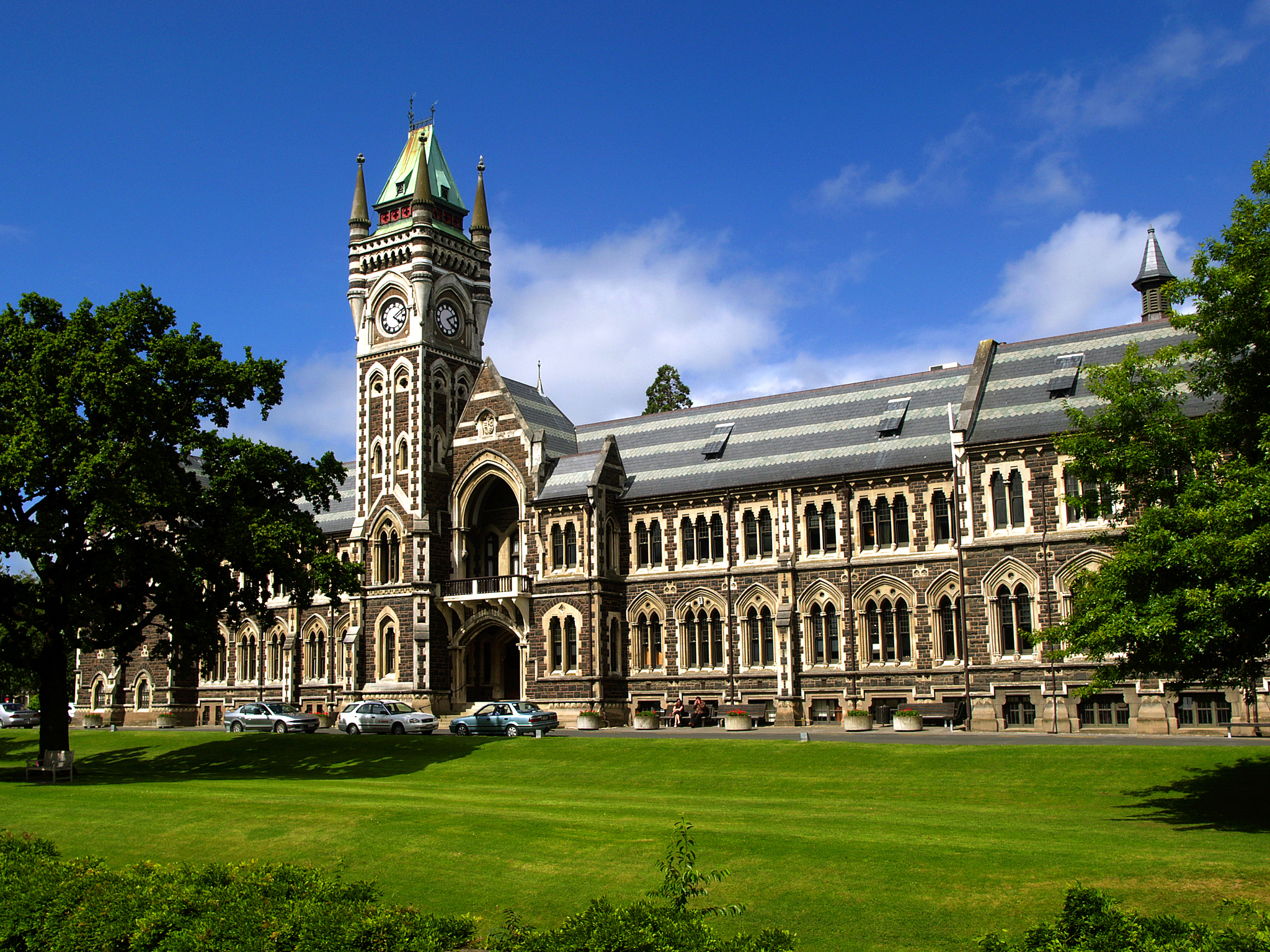
دانشگاه اتاگو قدیمی‌ترین دانشگاه نیوزیلند
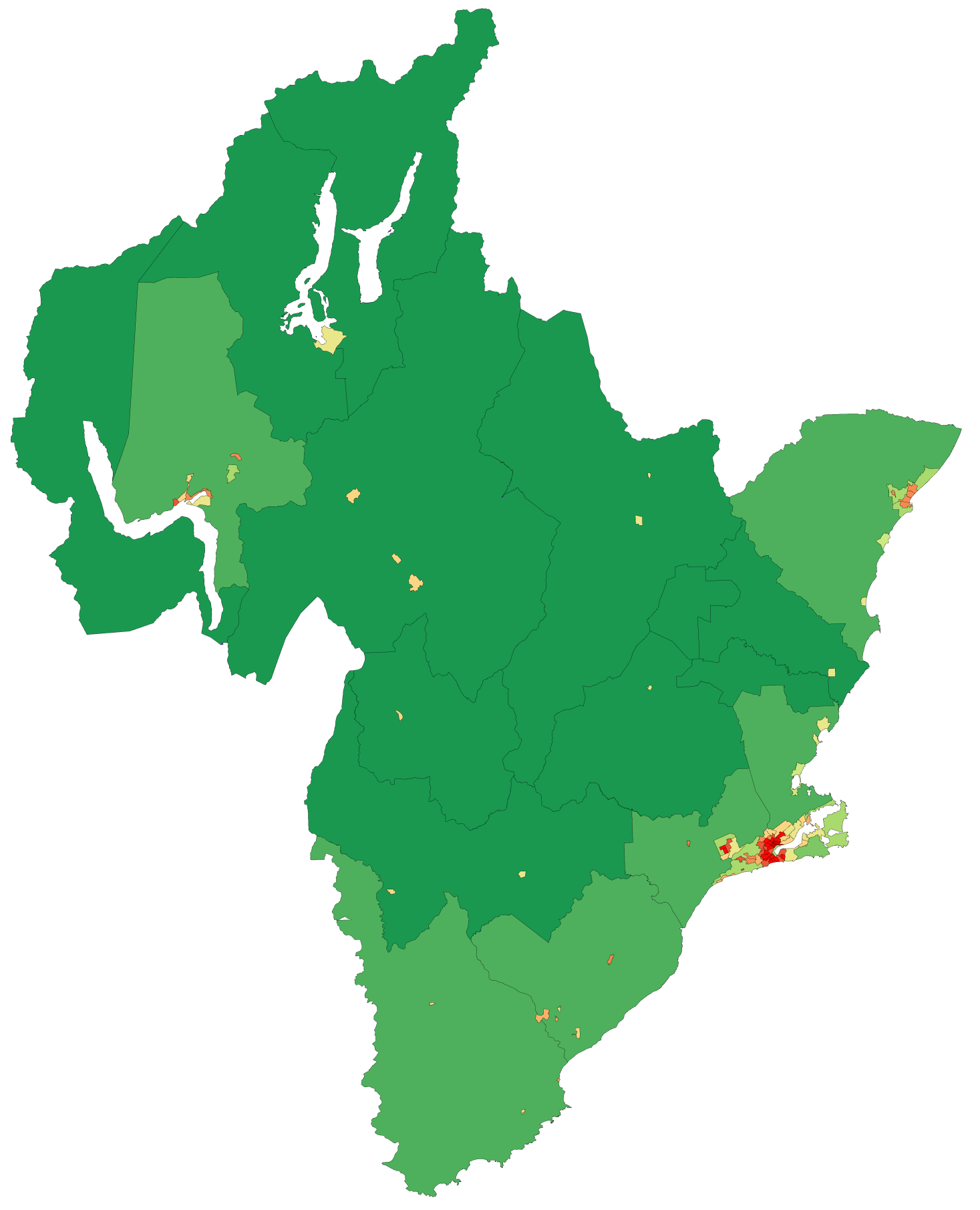
نقشه تراکم جمعیت در اوتاگو (سرشماری ۲۰۰۶)
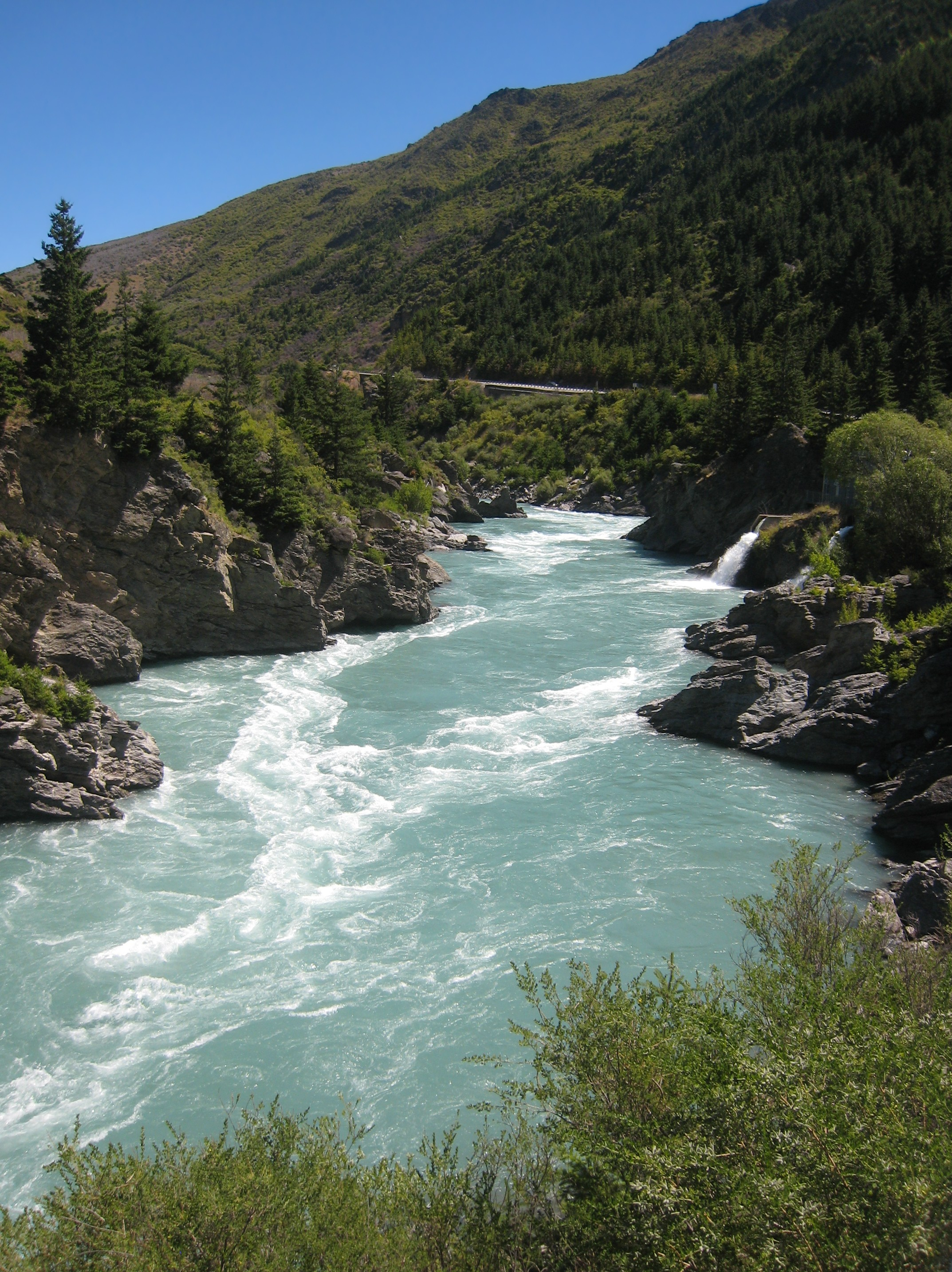
دره کوآرو
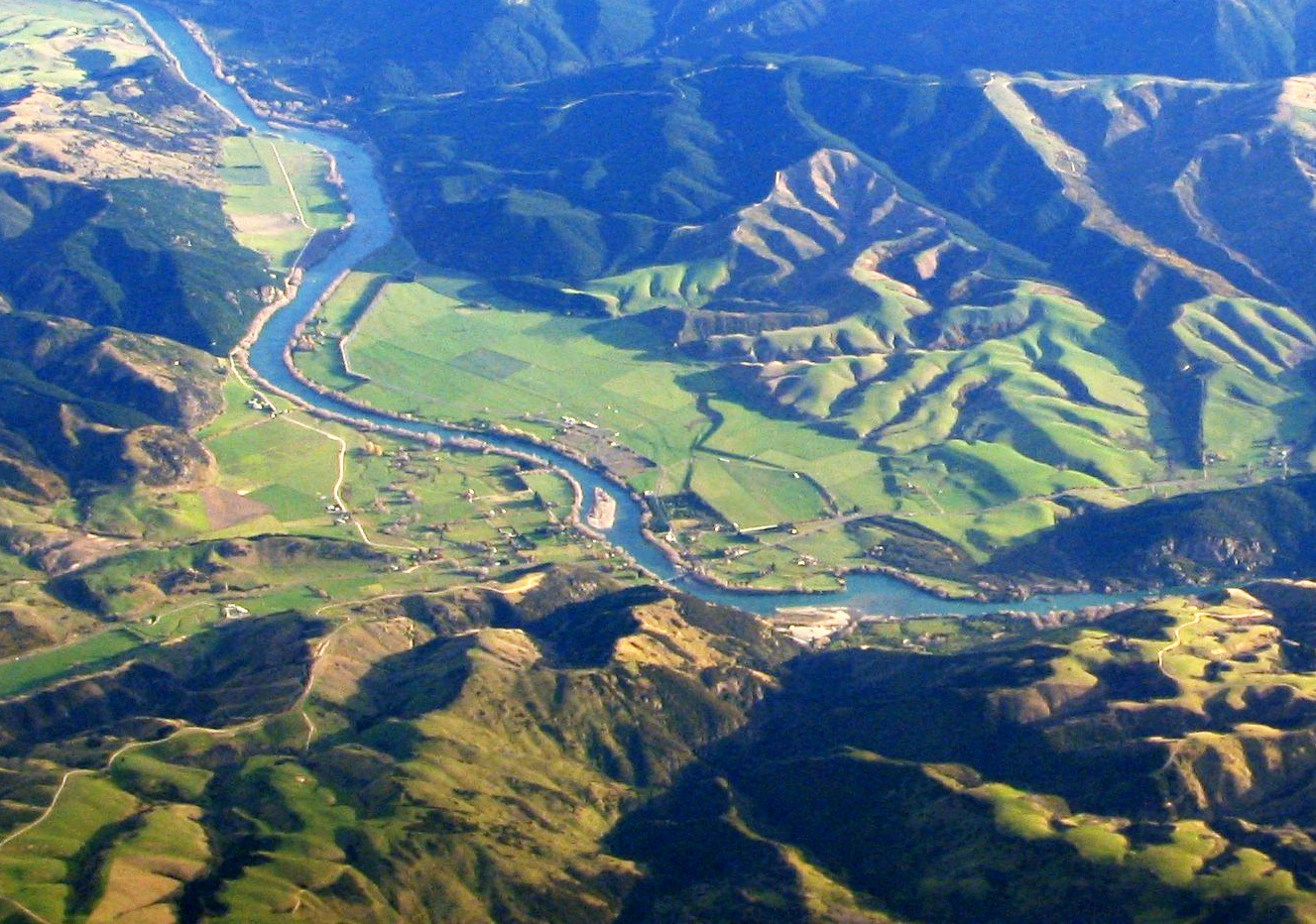
سرزمین بیومونت